# 洛朗-德西雷·卡比拉
洛朗-德西雷·卡比拉（法語：Laurent-Désiré Kabila；1939年11月27日—2001年1月18日），第三任剛果民主共和國总统。
1997年5月17日，领导解放刚果民主力量同盟的武装部队攻占扎伊尔首都金沙萨，宣布就任总统，並且將國名恢復為“刚果民主共和国”。
2001年1月16日卡比拉遭下属军官拉什迪·米泽勒刺杀，两天后被证实在津巴布韦不治身亡。这项刺杀行动被认为是一场未遂政变的一部分。一星期后，其子约瑟夫·卡比拉返回刚果，继任总统。